# محمدرضا نقاشان
محمدرضا نقاشان (زاده ۱۳۳۱)، از اعضای هیئت علمی دانشکده برق دانشگاه صنعت آب و برق و دانشگاه علم و فرهنگ و از صاحب نظران طرح مطالعات جامع شبکه سراسری برق ایران است. او با درجهٔ استادیاری به تدریس در مقاطع کارشناسی و کارشناسی ارشد این دانشگاه صنعت آب و برق می‌پردازد.

## سوابق تحصیلی
وی دارای مدرک کارشناسی الکتروتکنیک از دانشگاه علم و صنعت ایران، کارشناسی ارشد عایق‌های فشار قوی از دانشگاه یومیست انگلستان است. او همچنین در سال ۱۳۷۵ دکترای تخصصی فشار قوی از دانشگاه دورتمند آلمان را دریافت کرد

همچنین، وی دارای مقالاتی متعددی در کنفرانس‌ها داخلی و خارجی می‌باشد.

## سوابق اجرایی
- رئیس سابق دانشگاه صنعت آب و برق تهران[۷]
- رئیس سابق دانشکدهٔ برق، دانشگاه صنعت آب و برق تهران